# کیتی استیونس
کیتی استیونس (انگلیسی: Katie Stevens؛ زادهٔ ۸ دسامبر ۱۹۹۲) موسیقی‌دان، خواننده و بازیگر اهل ایالات متحده آمریکا است.
از فیلم‌ها یا برنامه‌های تلویزیونی که وی در آن نقش داشته‌است، می‌توان به برنامه آخر وقت با دیوید لترمن اشاره کرد.